# CSI: Miami helyszínelők (második évad)
Az itt található lista az CSI: Miami helyszínelők című televíziós sorozat második évadjának epizódjait tartalmazza. Az évad eredeti sugárzása a CBS-en 2003. szeptember 22. és 2004. május 24. között volt.
A második évadban már nem szerepel Megan Donner, viszont több új szereplő is csatlakozik a csapathoz: Frank Tripp, Maxine Valera, Yelina Salas és Tyler Jensen.
| #    | Magyar cím | Eredeti cím         | Író                              | Rendező               | Eredeti premier      | No. # |
| ---- | --- | ------------------- | -------------------------------- | --------------------- | -------------------- | ----- |
| 2x1  | „Vértestvérek” | „Blood Brothers”    | Anthony E. Zuiker és Ann Donahue | Danny Cannon          | 2003. szeptember 22. | 25    |
| 2x1  | Miami elegáns negyedének egyik utcáján elgázolnak egy gyönyörű lányt. A helyszínre érkező Horatio a kezdetben cserbenhagyásos gázolásnak tűnő esetet a nyomok tüzetes átvizsgálása után gyilkosságnak minősíti. A részletesebb eredmények egy nagyvilági életet élő, latin-amerikai testvérpárhoz vezeti a nyomozókat. A tetteseket védő diplomáciai mentesség, és a kormány közbeavatkozása azonban megakadályozza, hogy megkapják megérdemelt büntetésüket. Horatiot viszont nem olyan fából faragták, hogy könnyen feladja szándékait. - Vendégszereplők: Chad Lowe és Heidi Klum |                     |                                  |                       |                      |       |
|      | |                     |                                  |                       |                      |       |
| 2x2  | „Halálzóna” | „Dead Zone”         | Anthony E. Zuiker és Ann Donahue | Joe Chappelle         | 2003. szeptember 29. | 26    |
| 2x2  | Szigonypuskával kivégzett holttestet találnak egy hajó fedélzetén. Az áldozat megszállott kincskereső volt, aki egy XVII. századbeli spanyol hajóroncs kincseire bukkant. A nyomozás során Horatio hamar rájön, ki a tettes, ám nincs elég bizonyíték a gyanúsított ellen. A csapat mindent bevet, de elkésnek: mint kiderül, a drogügyletbe keveredett gyilkossal riválisai végeznek. |                     |                                  |                       |                      |       |
|      | |                     |                                  |                       |                      |       |
| 2x3  | „Nehéz idők” | „Hard Time”         | Anthony E. Zuiker és Ann Donahue | Deran Sarafian        | 2003. október 6.     | 27    |
| 2x3  | Fiatal nő fekszik vérző fejjel, magatehetetlenül egy kiégett lakás padlóján. A csapat először halottnak hiszi, Horatio azonban megdöbbenve tapasztalja, hogy a 72 órája vérző áldozat még él. A lányról megtudják, hogy korábban nemi erőszakot követtek el ellene, és az elkövető két napon belül a soros meghallgatáson felmentést kaphat, amennyiben a nő nem jelenik meg. A helyszínelőknek mindössze 48 órájuk van arra, hogy bebizonyítsák, a rács mögött ülő férfi követte el közvetve a tettet. - Vendégszereplő: Jeff Corwin |                     |                                  |                       |                      |       |
|      | |                     |                                  |                       |                      |       |
| 2x4  | „A halál markában” | „Death Grip”        | Anthony E. Zuiker és Ann Donahue | David Grossman        | 2003. október 13.    | 28    |
| 2x4  | A 14 éves Lana az egyik éjszaka eltűnik a szobájából. Ötéves húga a szekrényben rejtőzve látta, hogy egy férfi mászott be az ablakon. A kutatás során a közeli mocsárban egy lány karját találják meg, csakhogy az nem Lanáé. A nyomok David Campbellhez, a jóképű teniszedzőhöz vezetnek, akinél meg is találják Lanát, méghozzá sértetlenül. A kérdés az, hogy akkor kihez tartozik a megtalált testrész, és a gyilkosságot mivel bizonyíthatnák Campbellre? |                     |                                  |                       |                      |       |
|      | |                     |                                  |                       |                      |       |
| 2x5  | „A legjobb védelem” | „The Best Defense”  | Anthony E. Zuiker és Ann Donahue | Scott Lautanen        | 2003. október 20.    | 29    |
| 2x5  | Három fiatal esik áldozatul egy leszámolásnak. Egyikük túléli a sérüléseket, perdöntő vallomásáról azonban kiderül, hogy a fele sem igaz. Horatio kemény menetre számíthat, a fiú családja ugyanis az egyik legbefolyásosabb família a városban, ráadásul a legjobb ügyvéd védi a Murdoch család jóhírét. A nyomozás során újabb fejlemények látnak napvilágot: hamarosan maga az ügyvéd is gyanúba keveredik. |                     |                                  |                       |                      |       |
|      | |                     |                                  |                       |                      |       |
| 2x6  | „Az Anthony hurrikán” | „Hurricane Anthony” | Anthony E. Zuiker és Ann Donahue | Joe Chappelle         | 2003. november 3.    | 30    |
| 2x6  | A hatalmas erejű Anthony hurrikán lesújt Miamira, egyszerre több helyre is ki kell vonulniuk a helyszínelőknek. Az áldozatok között három különös halálesetre bukkannak, és a nyomok arra utalnak, hogy mindegyikőjük gyilkosság áldozata lett. Egy szörfös, aki plasztikai műtétek segítségével azonosíthatatlanná vált, egy férjétől rettegő asszony, akit halálos lövés ért, és egy kerítésére felnyársalódott férfi, aki lezuhant a tetőről. Ahogy gyűlnek a bizonyítékok, az esetek egyre különösebbé válnak. |                     |                                  |                       |                      |       |
|      | |                     |                                  |                       |                      |       |
| 2x7  | „A nagydíj” | „Grand Prix”        | Anthony E. Zuiker és Ann Donahue | David Grossman        | 2003. november 10.   | 31    |
| 2x7  | Halálos égési sérülések végeznek egy mérnökkel, amikor az autósverseny egyik tagja kiáll tankolni. A nyomok rögzítése és elemzése után egyértelművé válik a gyilkosság. A mérnököt ismeretlen kémiai eljárással égették halálra, méghozzá úgy, hogy a verseny résztvevői ebből semmit sem vettek észre. De vajon kinek állhatott az útjában a mérnök-autószerelő? - Vendégszereplő: Lauren Holly |                     |                                  |                       |                      |       |
|      | |                     |                                  |                       |                      |       |
| 2x8  | „A nagytestvér” | „Big Brother”       | Anthony E. Zuiker és Ann Donahue | Joe Chappelle         | 2003. november 17.   | 32    |
| 2x8  | Megölnek egy tőzsdeügynököt, aki rendszeres látogatója volt egy internetes valóságshow-nak, a Diákszállásnak, ahol a látogatók csinos egyetemista lányokat figyelhetnek meg számtalan webkamerán keresztül. Amanda, a legszexisebb lány lesz az első számú gyanúsított, amikor kiderül, hogy szerződése ellenére személyes kapcsolatot tartott fenn a férfival és a gyilkosság éjszakáján megfordult a helyszínen. Közben Horatio testvérének az ügyében is közel kerülnek a megoldáshoz. |                     |                                  |                       |                      |       |
|      | |                     |                                  |                       |                      |       |
| 2x9  | „A csali” | „Bait”              | Anthony E. Zuiker és Ann Donahue | Deran Sarafian        | 2003. november 24.   | 33    |
| 2x9  | Cindy Castillano egy magánnyomozó iroda megbízásából nős férfiak elcsábításával foglalkozik. Egy nap azonban holtan találják az egyik kikötőben. Horatio és csapata a csőbe húzott férjek között keresik a tettest, s megdöbbenve fedezik fel egyik nyomozójuk, Frank ujjlenyomatait a nő kártyáján. Az elemzések pontossága ezúttal mindennél fontosabb, hisz ezúttal az egység becsülete is kockán forog... |                     |                                  |                       |                      |       |
|      | |                     |                                  |                       |                      |       |
| 2x10 | „Extrém” | „Extreme”           | Anthony E. Zuiker és Ann Donahue | Karen Gaviola         | 2003. december 15.   | 34    |
| 2x10 | Fiatal lány holttestét dobják le egy parkolóház tetejéről. A helyszíni szemle értékelése és a nyomok elemzése után egészen új megvilágításba kerül a gyilkosság. Mint kiderül, Nikki, a gazdag csemete egy őrült játék áldozata lett: unatkozó milliomosok elraboltatják magukat, hogy némi izgalmat vigyenek az életükbe. A játék résztvevői közül azonban valaki nem érte be ennyivel. |                     |                                  |                       |                      |       |
|      | |                     |                                  |                       |                      |       |
| 2x11 | „Komplikációk” | „Complications”     | Anthony E. Zuiker és Ann Donahue | Scott Lautanen        | 2004. január 5.      | 35    |
| 2x11 | Figyelemfelkeltő gyilkosság áldozata lett az egyik jó hírű plasztikai sebészet altatóorvosa. A helyszínelők a rögzített nyomok alapján a nemrég elhunyt páciens férjére gyanakodnak, aki képtelen beletörődni felesége váratlan halálába. A férfi ártatlannak vallja magát, de DNS-mintát csak abban az esetben hajlandó adni, amennyiben kiderítik, hogy pontosan mi történt az egyszerű rutinműtét alatt a feleségével. - Vendégszereplő: Kristy Swanson |                     |                                  |                       |                      |       |
|      | |                     |                                  |                       |                      |       |
| 2x12 | „A szemtanú” | „Witness to Murder” | Anthony E. Zuiker és Ann Donahue | Duane Clark           | 2004. január 12.     | 36    |
| 2x12 | A helyszínelők egyszerre két rejtély megoldásán fáradoznak. A parkolóban lelőtt gyémántkereskedő gyilkosát keresik egy szellemileg visszamaradott szemtanú segítségével, valamint egy fiatal lány eltűnt holtteste adja fel a leckét Alexnek és Ericnek, akik óvatlanul rábízták a hullát egy idegenre. Horatiót a jólelkű szemtanú sorsa alaposan megrázza, aki ellen időközben sikeres merényletet követnek el. |                     |                                  |                       |                      |       |
|      | |                     |                                  |                       |                      |       |
| 2x13 | „Véres hold” | „Blood Moon”        | Anthony E. Zuiker és Ann Donahue | Scott Lautanen        | 2004. február 2.     | 37    |
| 2x13 | Horatio csapata egyszerre két ügyben is nyomoz. Lelőnek egy fiatal férfit az egyik bank automatánál és holtan találnak egy klubtulajdonost, akit közvetlenül a halála előtt kíméletlenül megkínoztak. A helyszínelőket megdöbbenti a hír, hogy a megkínzott férfi, aki egy halott ember adatai mögé rejtőzve élt az Egyesült Államokban nem más, mint a leghírhedtebb kubai hóhér, aki több mint száz nőt kínzott és erőszakolt meg a kubai börtönben. |                     |                                  |                       |                      |       |
|      | |                     |                                  |                       |                      |       |
| 2x14 | „Lassú égés” | „Slow Burn”         | Anthony E. Zuiker és Ann Donahue | Joe Chappelle         | 2004. február 9.     | 38    |
| 2x14 | Lángokban áll Miami külterülete. Alex és Eric az egyik tűztől biztonságos területen próbálja végezni a munkáját. A helyet biztosító tűzoltó felhívja a figyelmüket a veszélyre, a megbújó, lesből támadó aligátorokra. A két helyszínelő azonban nem is sejti, hogy a vadállatokon kívül sokkal nagyobb veszély leselkedik rájuk. Hirtelen a semmiből pusztító tűzvihar támad, amely elől nincs menekvés. |                     |                                  |                       |                      |       |
|      | |                     |                                  |                       |                      |       |
| 2x15 | „Botrány” | „Stalkerazzi”       | Anthony E. Zuiker és Ann Donahue | Deran Sarafian        | 2004. február 16.    | 39    |
| 2x15 | Horatio és csapata ezúttal is két ügyben nyomoz. Holtan találnak egy 39 éves férfit Miami külterületének legelhagyatottabb részén, akivel látszólag autóbaleset végzett. Később azonban kiderül, hogy üldözték, majd miután túlélte az ütközést, egy másik elkövető megfojtotta. Ugyanebben az időben egy magánnyomozót is megölnek, aki az autójában lakott és valószínűleg olyan információk birtokába jutott, amivel veszélybe sodorta néhány befolyásos ember jóhírét. - Vendégszereplő: Cristina Cox |                     |                                  |                       |                      |       |
|      | |                     |                                  |                       |                      |       |
| 2x16 | „Rablótámadás” | „Invasion”          | Anthony E. Zuiker és Ann Donahue | Félix Enríquez Alcalá | 2004. február 23.    | 40    |
| 2x16 | Az éjszaka leple alatt brutálisan megtámadnak egy családot a saját házában. Az elkövető nincs tekintettel se nőre, se gyerekre. A helyszínelők a tetthelyen megdöbbenve tapasztalják, hogy a tettes az áldozatokat életben hagyta, miután alaposan megkínozta őket. Rendkívül különös, hogy az apát és az anyát teljesen különböző helyszínen találják meg. De vajon hol bukkannak rá a fiúra? |                     |                                  |                       |                      |       |
|      | |                     |                                  |                       |                      |       |
| 2x17 | „Kidobott pénz” | „Money for Nothing” | Anthony E. Zuiker és Ann Donahue | Karen Gaviola         | 2004. március 1.     | 41    |
| 2x17 | Egy pénzszállító autót rablótámadás ér. A gyorsan elfogott tetteseket és Horatióékat is meglepetésként éri a felfedezés, hogy a préda hamis bankjegyeket tartalmaz. A helyszínelők nyomozása során kiderül, hogy a rablótámadás csak egy előre be nem kalkulált esemény volt egy jól kitervelt csalás elkövetésében. |                     |                                  |                       |                      |       |
|      | |                     |                                  |                       |                      |       |
| 2x18 | „Kamasz helyszínelő” | „Wannabe”           | Anthony E. Zuiker és Ann Donahue | Frederick King Keller | 2004. március 22.    | 42    |
| 2x18 | Horatio és Speedle egy hidegvérű bérgyilkos rács mögé juttatásán dolgozik, amikor legújabb áldozatának helyszíneléséről a nyomozók egyik fiatal rajongója eltulajdonít egy fontos bizonyítékot. A gyűjtő ezzel az oktalan cselekedettel majdnem lehetetlenné teszi a gyilkos bíróság elé vitelét. Calleigh és Eric ezalatt három pincérnő pénzügyi vitájának gyilkossággal történő lezárását szeretné felderíteni. |                     |                                  |                       |                      |       |
|      | |                     |                                  |                       |                      |       |
| 2x19 | „Határidő” | „Deadline”          | Anthony E. Zuiker és Ann Donahue | Deran Sarafian        | 2004. március 29.    | 43    |
| 2x19 | A helyszínelők egy fucsa drogos gyilkossági ügyben kezdenek el nyomozni. Az esetnek részese és tanúja volt egy újságíró is, akinek csodával határos módon sikerült megúsznia a halálos lövéseket. Az eset felderítésében egyre több érdekes bizonyíték kerül elő és egy újabb gyilkosság is történik, amely ismét az újságíróhoz vezeti a nyomozókat. |                     |                                  |                       |                      |       |
|      | |                     |                                  |                       |                      |       |
| 2x20 | „Az eskü” | „The Oath”          | Anthony E. Zuiker és Ann Donahue | Duane Clark           | 2004. április 19.    | 44    |
| 2x20 | Miami egyik dokkjában holtan találnak egy rendőrt, aki ráadásul körzetén kívül tevékenykedett. Ezen felül az ügyben egy prostituált is feltűnik a rendőr mellett, így a belső ellenőrzés is elkezd vizsgálódni. Horatio meg van győződve a rendőr feddhetetlenségéről és szeretné tisztázni őt, hogy özvegye és gyermeke megkaphassa a férfi nyugdíját. A belső ellenőrzés nem igazán respektálja igyekezeté |                     |                                  |                       |                      |       |
|      | |                     |                                  |                       |                      |       |
| 2x21 | „A zuhanás” | „Not Landing”       | Anthony E. Zuiker és Ann Donahue | Joe Chappelle         | 2004. május 3.       | 45    |
| 2x21 | Egy kis repülő lezuhan Miami Beach-nél, a pilóta pedig életét veszti. Horatio a roncsnál olyan vegyületek maradványaira bukkan, amilyet kokain készítéséhez használnak, ezért arra gyanakszik, hogy az áldozat gyilkosát a kábítószerüzletben kell keresni. A nyomozás előre haladtával azonban hamarosan kiderül, hogy ez a szál nem vezet sehová, hanem érdemesebb tüzetesen körülnézni a pilóta szűkebb ismeretségi körében. |                     |                                  |                       |                      |       |
|      | |                     |                                  |                       |                      |       |
| 2x22 | „Botrány” | „Rap Sheet”         | Anthony E. Zuiker és Ann Donahue | David Grossman        | 2004. május 10.      | 46    |
| 2x22 | Egy zűrös életű rapper koncertjén megölnek egy testőrt. A gyanú először a zenész egyik ellenségére terelődik, ám ez az út hamar zsákutcába torkoll. A testőr korábbi munkaadójánál tett látogatás alkalmával halálos gázolás nyomaira bukkanak a híres sztárriporter házában. Abban az időben épp az egykori testőr dolgozott az újságírónak. Horatióék úgy gondolják, hogy a két ügy valahogyan kapcsolódik egymáshoz. - Vendégszereplő: Xzibit |                     |                                  |                       |                      |       |
|      | |                     |                                  |                       |                      |       |
| 2x23 | „Megállás nélkül” | „MIA/NYC Nonstop”   | Anthony E. Zuiker és Ann Donahue | Danny Cannon          | 2004. május 17.      | 47    |
| 2x23 | Horatio egy brutális kettős gyilkosság ügyében New Yorkba utazik, ahol megismerkedik és együtt dolgozik a helyi kollégákkal, és vezetőjükkel, Taylor nyomozóval. Az ügyben még három, azonos módon elkövetett gyilkosságra derül fény a nagyváros egyik gazdag családjában. A két eltérő személyiségű és munkamódszerű nyomozó kiválóan működik együtt a brutális gyilkosságsorozat felgöngyölítésében. Érdekesség: A CSI: Miami itt kerül először kapcsolatba a CSI: New York-i Helyszínelőkkel. |                     |                                  |                       |                      |       |
|      | |                     |                                  |                       |                      |       |
| 2x24 | „Ártatlan” | „Innocent”          | Anthony E. Zuiker és Ann Donahue | Joe Chappelle         | 2004. május 24.      | 48    |
| 2x24 | Egy szerelmes pár egy fiatal nő holttestére bukkan a város egyik parkjában. A csinos nőt a férfi kollégák hamar azonosítják, mivel az áldozat Florida legnépszerűbb pornószínésznője. Egy telefonbeszélgetés felvételének hála a gyanú árnyéka hamar a lányt foglalkoztató filmes cég vezetőjére vetül. A laborban azonban gyanús körülmények között megsemmisül ez a fontos bizonyíték. Horatióék kiderítik, hogy ez nem a véletlen, hanem a gyanúsított műve, aki megveszteget egy ott dolgozó elítéltet, hogy megsemmisítse az eredeti kompromittáló szalagot. Bár a szalag vizsgálatából és az alibik igazolásából kiderül, hogy a producer nem gyanúsítható tovább a gyilkossággal, Horatio az igazi gyilkos leleplezésén kívül mindenképpen ki akarja deríteni azt a titkot is, amelyet a filmes a lánnyal kapcsolatban oly féltve őriz. |                     |                                  |                       |                      |       |
|      | |                     |                                  |                       |                      |       |